# B-30 (grup)
B-30 és un grup de pop-rock de la dècada de 1980. Fou creat el 1981 i actualment segueixen tocant sota els noms de B-30 i Popware.

## Components
- Jordi Pueyo (baix i veu).
- Daniel Pueyo (guitarra, veu i Bateria).
- Pepe Fuster (guitarra).
- Francesc Macià (piano i percussió).
- Luigi Carpintieri (bateria).

## Discografia
- B-30 (1986)
- Si avui és dimarts, això és la Terra (1989)
- Tretze vides després (1995)
- L'acústic (1994)
- For fans only (2003)